# Theodore L. Brown
Theodore L. Brown es un profesor, investigador y autor estadounidense. El profesor Brown ha investigado en química orgánica, además y es autor de libros de texto sobre química inorgánica y de divulgación científica que se utilizan en varios países como libro de texto universitario y han sido editados en varios idiomas.

## Historia
Theodore L. Brown recibió su Ph.D. de la Universidad Estatal de Míchigan en 1956. Desde entonces, ha sido miembro de la facultad de la Universidad de Illinois en Urbana-Champaign, donde es profesor de química, Director Fundador del Instituto para Ciencia y Tecnología Avanzadas Arnold y Mabel Beckman de 1987 hasta 1993. 
Brown ha sido un Alfred P. Sloan Research Fellow y ha sido galardonado con la Beca Guggenheim. En 1972 fue premiado por su investigación en química orgánica por la Sociedad Americana de Química, y recibió también por parte de la Sociedad Americana de Química la Distinción por el Servicio en Mejoramiento de la Química Inorgánica en 1993. 
Fue elegido miembro destacado por la Academia Americana de Artes y Ciencias y la Asociación Americana por el Mejoramiento de la Ciencia.